# 1989 GM
1989 GM är en asteroid i huvudbältet som upptäcktes den 11 april 1989 av den amerikanska astronomen Eleanor F. Helin vid Palomarobservatoriet.
Asteroiden har en diameter på ungefär 5 kilometer.